# La Frédière
La Frédière est une ancienne commune du Sud-Ouest de la France située dans le département de la Charente-Maritime (région Nouvelle-Aquitaine).
La Frédière fait désormais partie de la commune de Saint-Hilaire-de-Villefranche.
Ses habitants sont appelés les Frelois et les Freloises.

## Géographie
La Frédière était une commune rurale du canton de Chaniers. Le Nord de la commune est majoritairement couvert par des bois, tandis qu'au Sud on trouve notamment des vignes.
L'habitat de la commune est éclaté en plusieurs lieux-dits. Le lieu-dit de La Frédière, où se trouve l'église Saint-Hilaire, est situé non loin du ruisseau Bramerit qui marque la limite nord de la commune. La mairie, quant à elle, jouxtait la frontière Est de la commune.

### Communes limitrophes
|             | Grandjean   |                               |
| Taillebourg | La Frédière | Saint-Hilaire-de-Villefranche |
| Annepont    |             | Juicq                         |

## Histoire
Le 1er janvier 2019, la commune est absorbée par Saint-Hilaire-de-Villefranche à la suite d'un arrêté préfectoral du 27 novembre 2018.

## Administration

### Liste des maires
| Période                                  | Période   | Identité           | Étiquette | Qualité                                                                  |
| ---------------------------------------- | --------- | ------------------ | --------- | ------------------------------------------------------------------------ |
| avant 1988                               | ?         | Denise Guesdon     |           |                                                                          |
| mars 1989                                | mars 2001 | Gilbert Richardeau | PCF       |                                                                          |
| mars 2001                                | 2006      | Jean-Marie Trochut |           |                                                                          |
| 2006                                     | en cours  | Corinne Grégoire   | DVG       | Infirmière, conseillère départementale du canton de Chaniers depuis 2015 |
| Les données manquantes sont à compléter. |           |                    |           |                                                                          |

## Démographie

### Évolution démographique
L'évolution du nombre d'habitants est connue à travers les recensements de la population effectués dans la commune depuis 1793. Pour les communes de moins de 10 000 habitants, une enquête de recensement portant sur toute la population est réalisée tous les cinq ans, les populations de référence des années intermédiaires étant quant à elles estimées par interpolation ou extrapolation. Pour la commune, le premier recensement exhaustif entrant dans le cadre du nouveau dispositif a été réalisé en 2006.

En 2016, la commune comptait 69 habitants, en évolution de −11,54 % par rapport à 2010 (Charente-Maritime : +4,04 %, France hors Mayotte : +2,11 %).
| 1793 | 1800 | 1806 | 1821 | 1831 | 1836 | 1841 | 1846 | 1851 |
| ---- | ---- | ---- | ---- | ---- | ---- | ---- | ---- | ---- |
| 166  | 177  | 172  | 170  | 150  | 150  | 145  | 162  | 168  |

| 1856 | 1861 | 1866 | 1872 | 1876 | 1881 | 1886 | 1891 | 1896 |
| ---- | ---- | ---- | ---- | ---- | ---- | ---- | ---- | ---- |
| 141  | 121  | 125  | 118  | 124  | 121  | 102  | 103  | 91   |

| 1901 | 1906 | 1911 | 1921 | 1926 | 1931 | 1936 | 1946 | 1954 |
| ---- | ---- | ---- | ---- | ---- | ---- | ---- | ---- | ---- |
| 100  | 103  | 104  | 83   | 74   | 69   | 76   | 85   | 60   |

| 1962 | 1968 | 1975 | 1982 | 1990 | 1999 | 2006 | 2011 | 2016 |
| ---- | ---- | ---- | ---- | ---- | ---- | ---- | ---- | ---- |
| 56   | 66   | 54   | 46   | 57   | 53   | 75   | 78   | 69   |

## Lieux et monuments
- Ancienne croix de carrefour située au sud de l'église. Une protubérance sur le fût fait office de petit autel à offrande. Elle est inscrite aux Monuments Historiques par arrêté du 26 novembre 2008[8].
- Église romane Saint-Hilaire. Elle aurait été à l'origine l'église d'une abbaye bénédictine totalement disparue. La façade occidentale fut inscrite aux Monuments Historiques par arrêté du 22 août 1949 mais celui-ci fut annulé. Dans sa totalité, l'église est maintenant inscrite aux Monuments Historiques par arrêté du 26 novembre 2008[9].

Ces deux monuments sont situés sur la Via Turonensis, un des Chemins de Compostelle, qui traverse la commune.

## Galerie

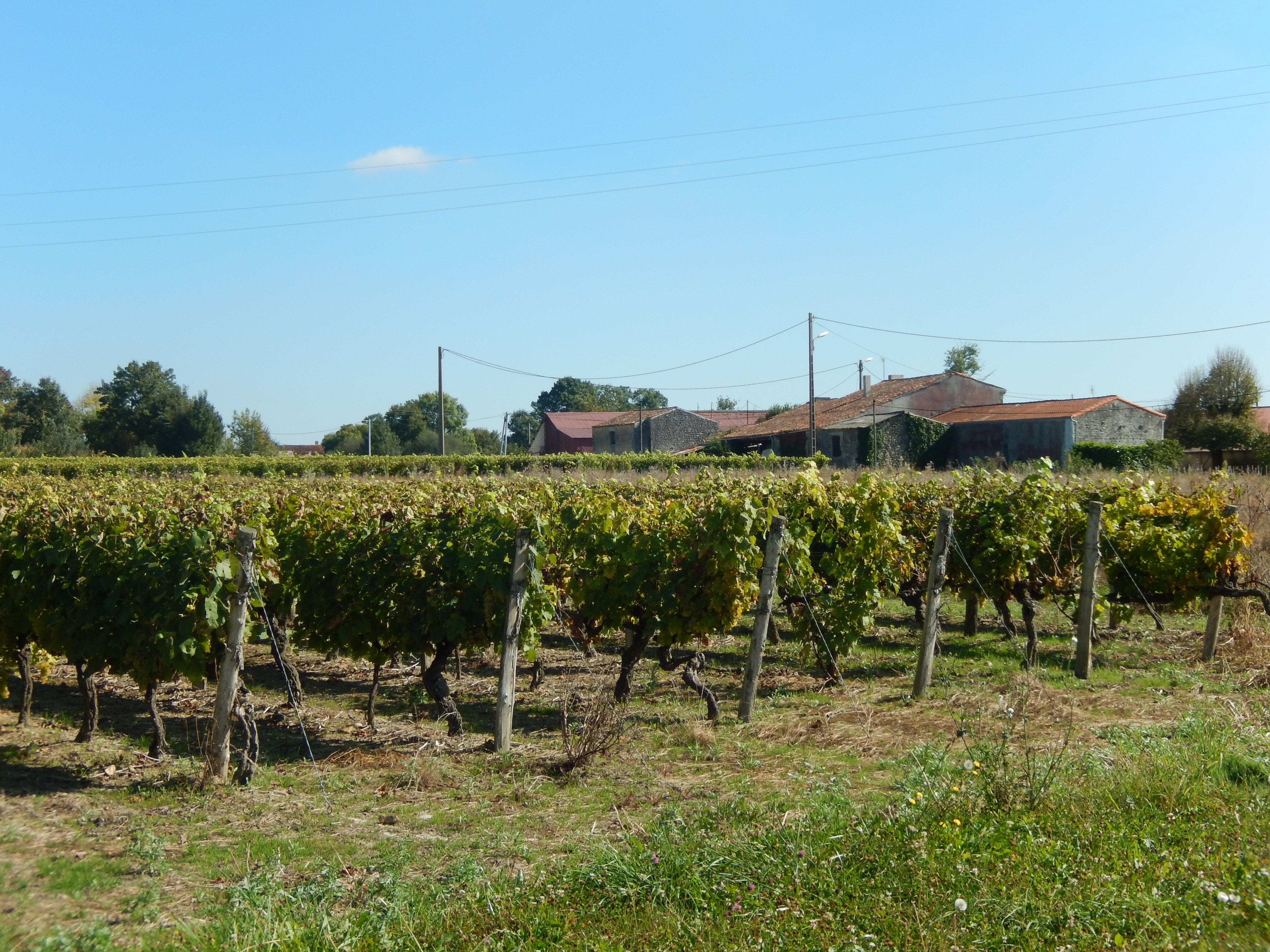
Des vignes à côté du lieu-dit Chez Fouché.
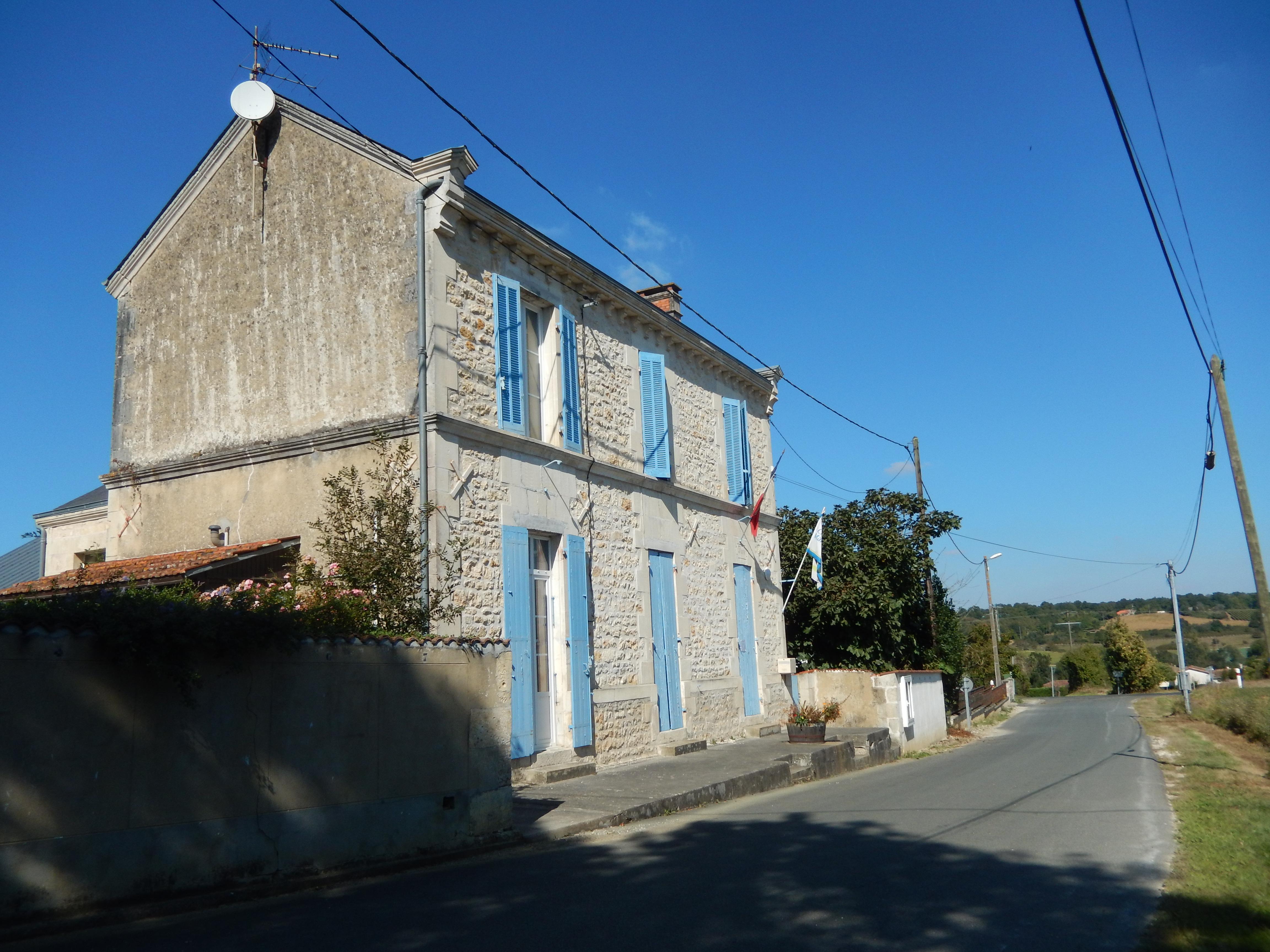
La mairie de la commune de la Frédière.
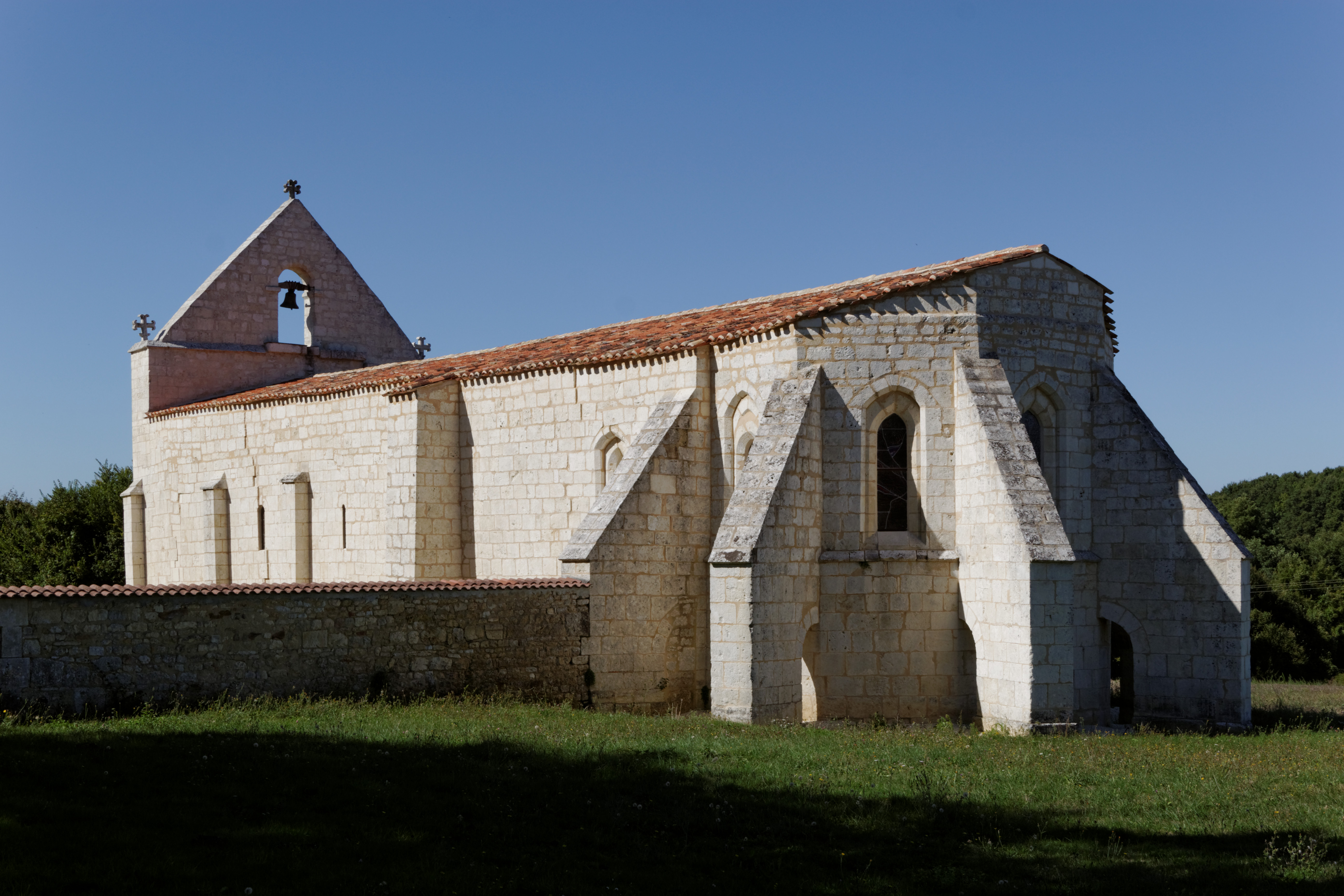
L'arrière de l'église Saint-Hilaire, orné de contreforts.
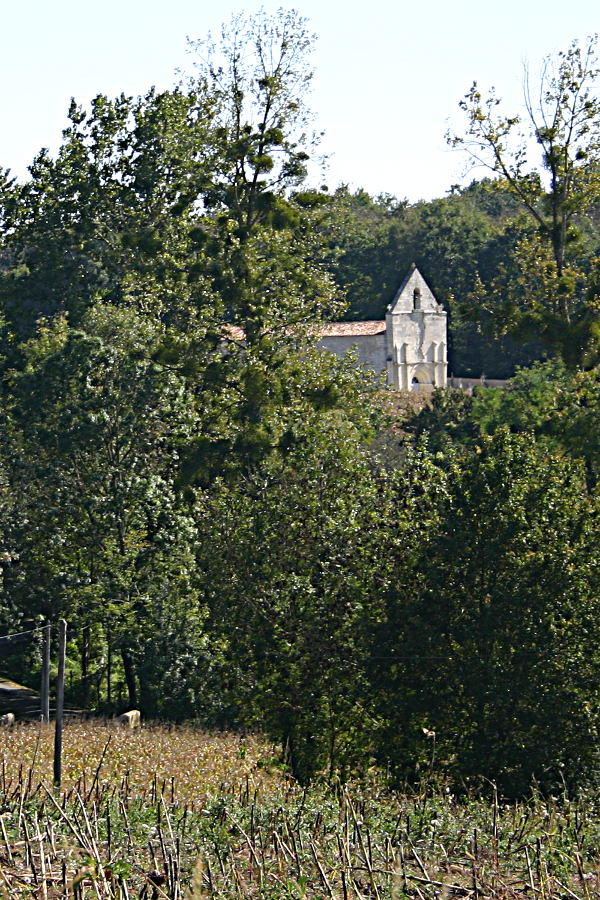
L'église Saint-Hilaire vue des champs.
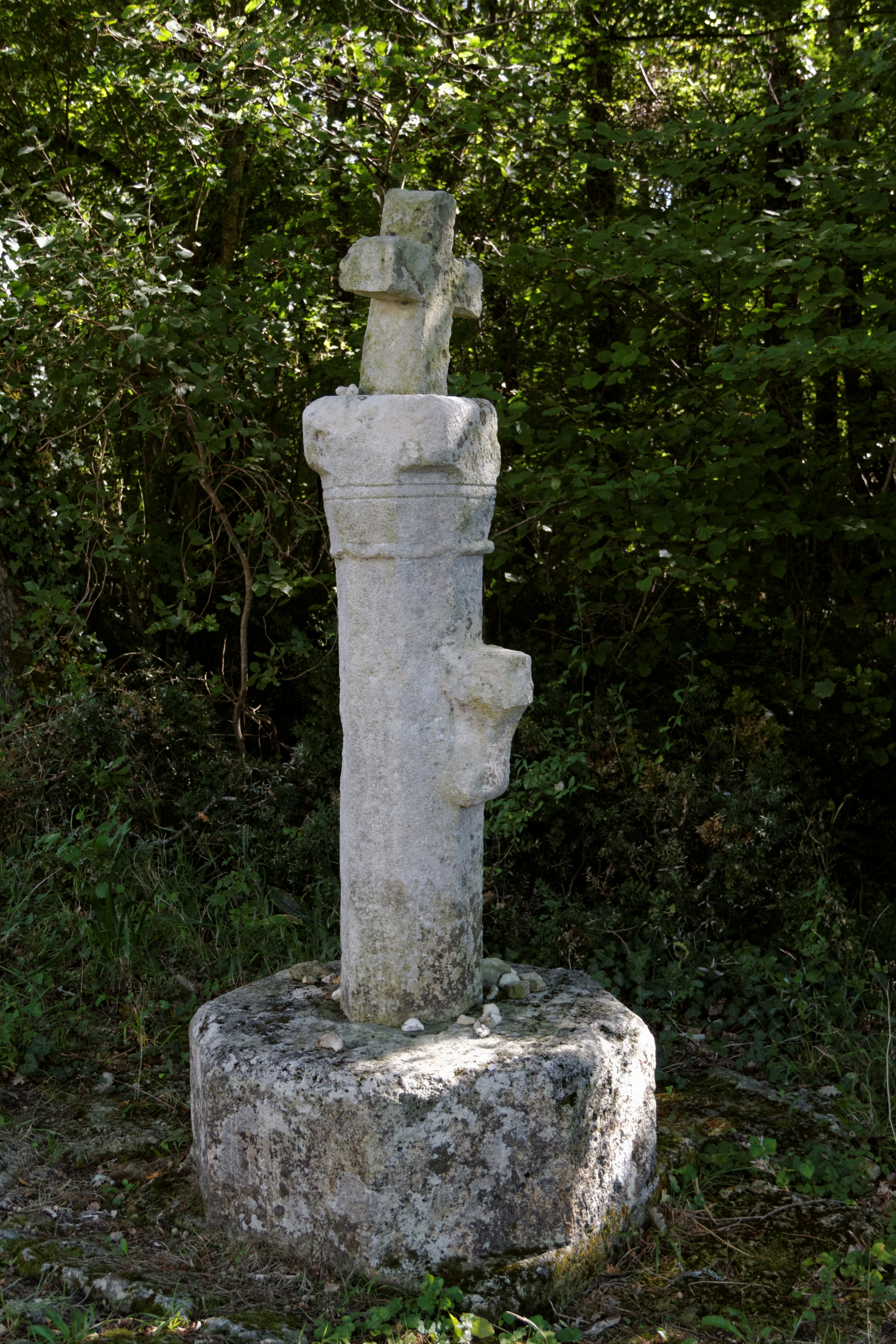
La croix de la Frédière.
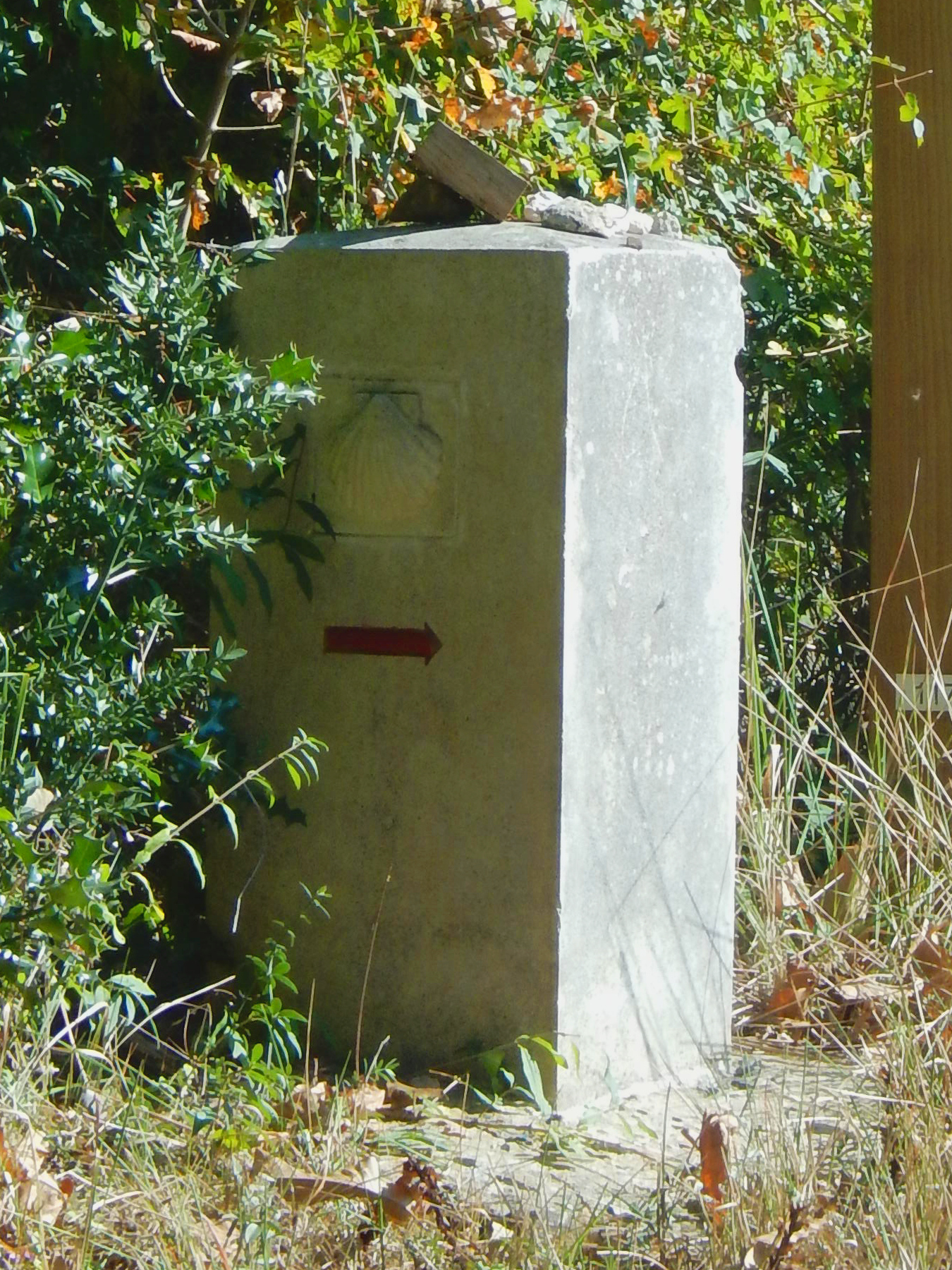
Une borne jalonnant la via Turonensis.
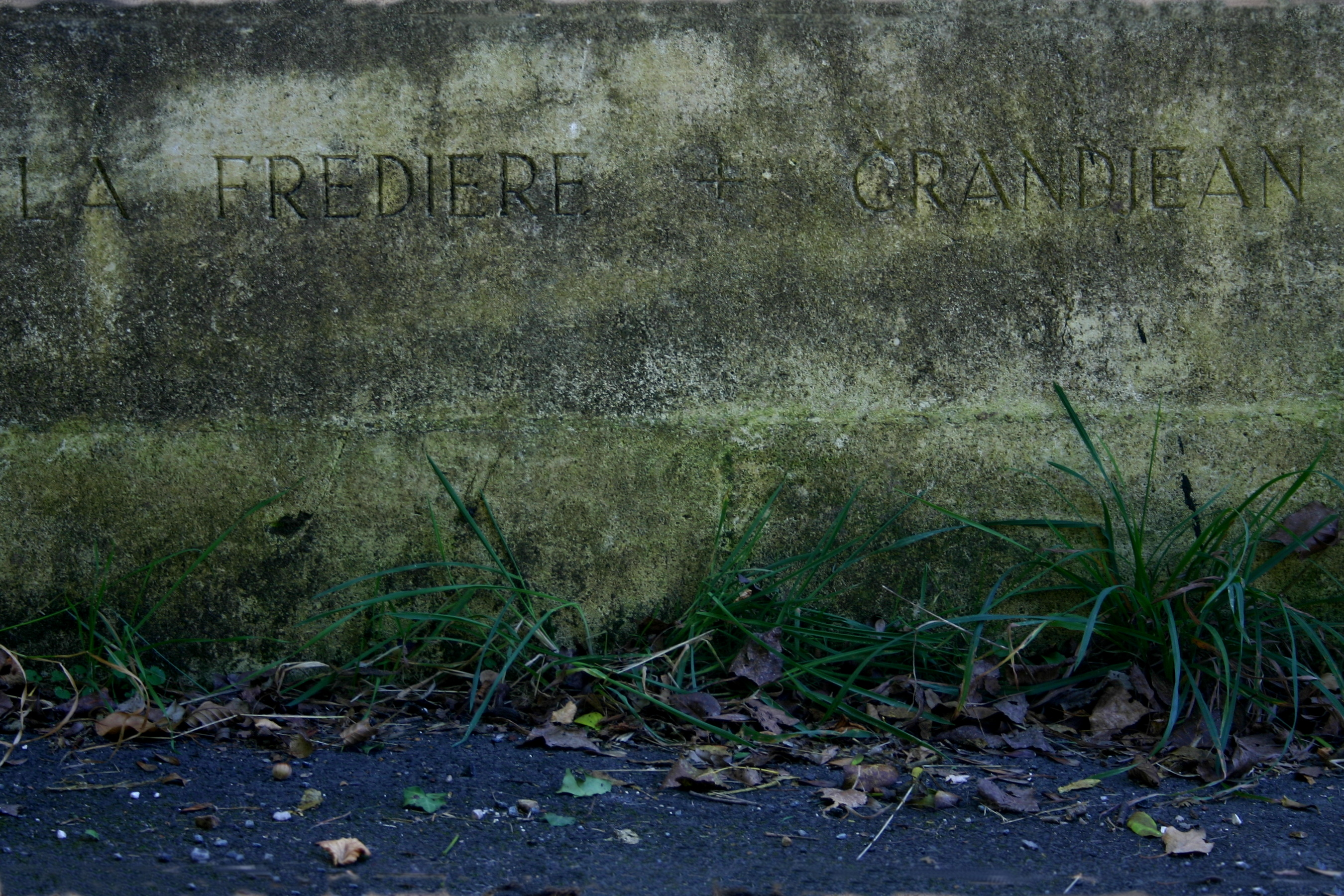
Pont marquant la limite entre La Frédière et Grandjean.
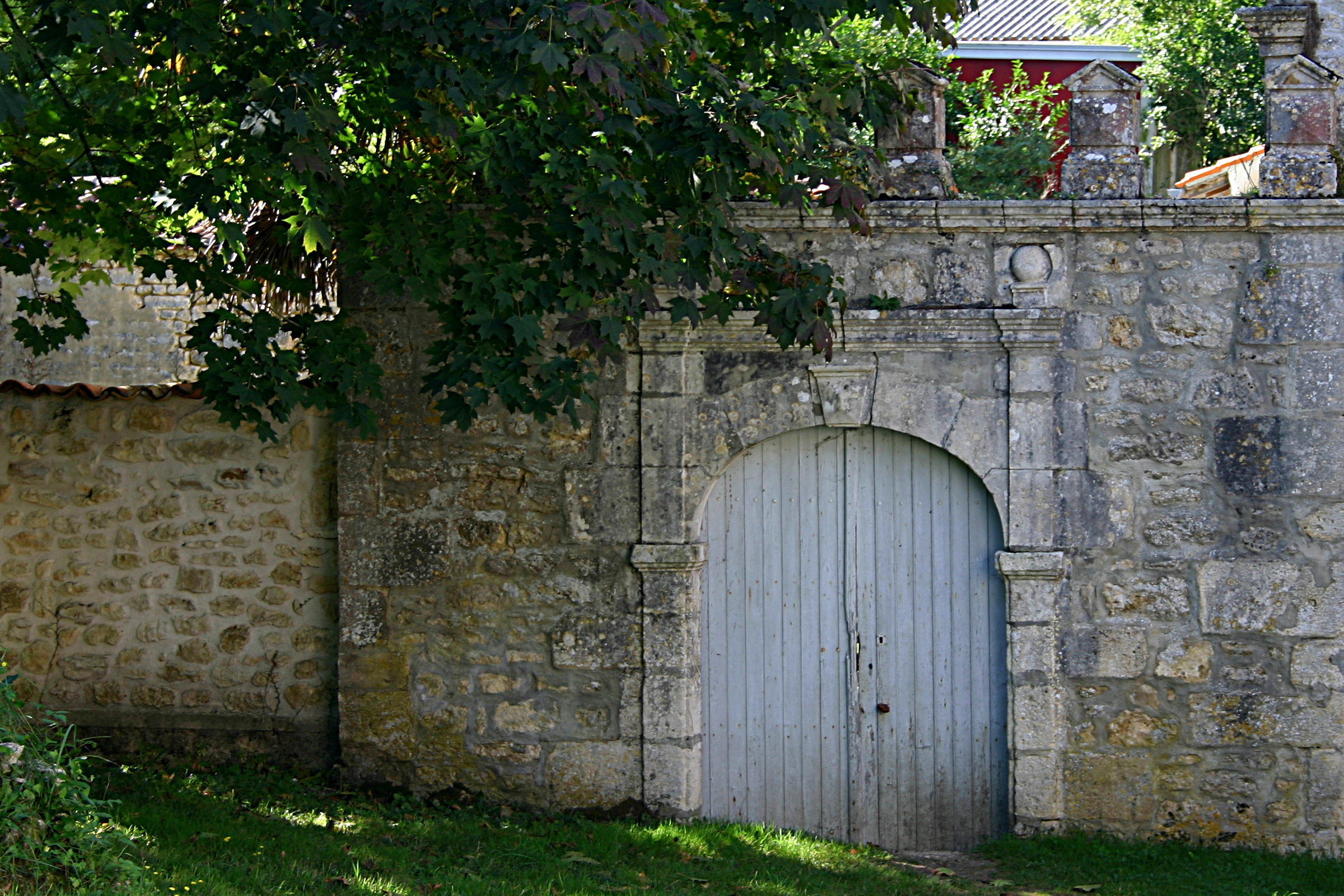
Un logis du centre bourg.
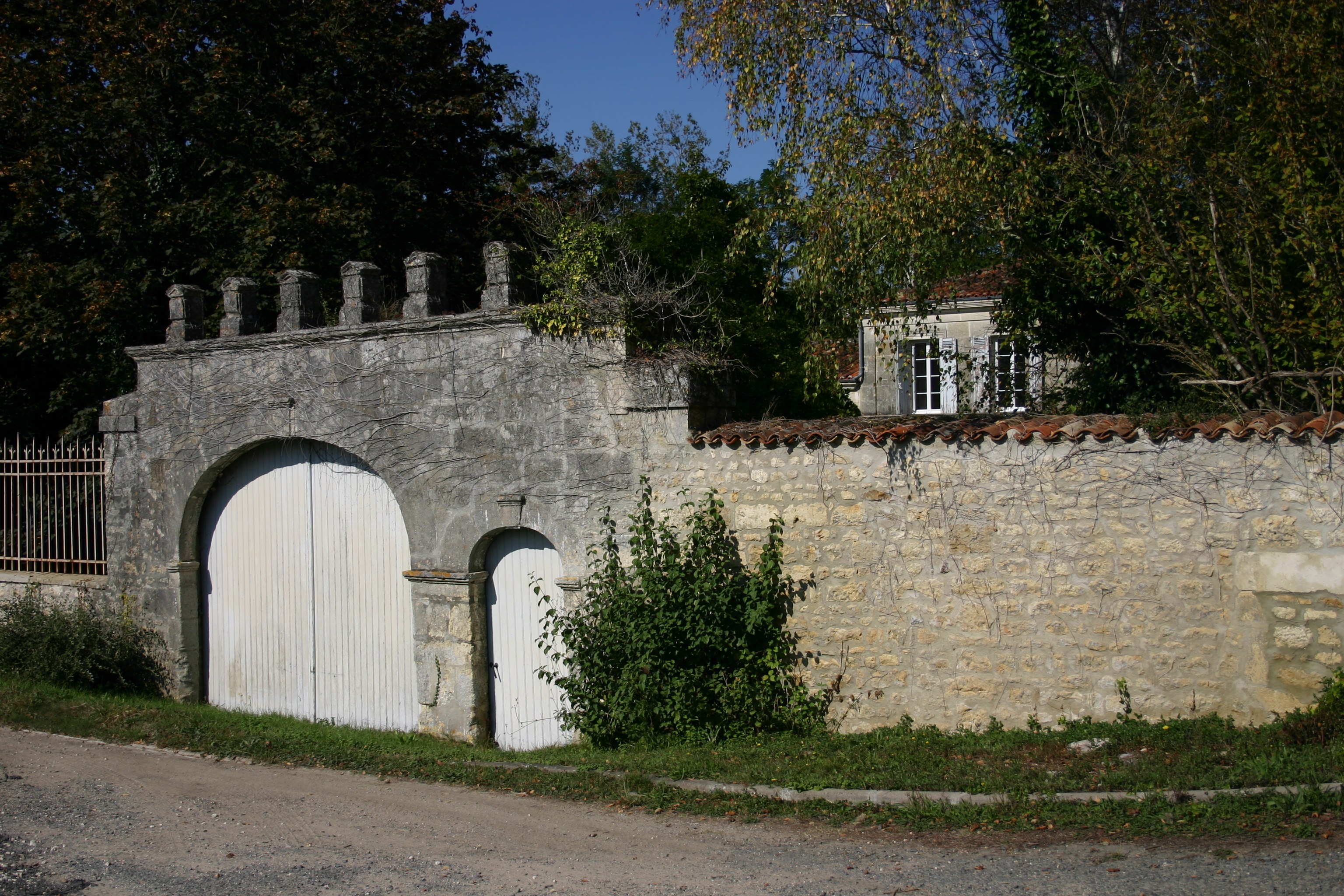
Un logis du centre bourg.